# Ferrières-Saint-Mary
Ferrières-Saint-Mary (okzitanisch Farreiras e Sant Mari) ist eine französische Gemeinde mit 238 Einwohnern (Stand 1. Januar 2022) im Département Cantal in der Region Auvergne-Rhône-Alpes (vor 2016 Auvergne). Sie gehört zum Kanton Saint-Flour-1 im Arrondissement Saint-Flour. Die Einwohner werden Ferrièrois genannt.

## Lage
Ferrières-Saint-Mary liegt im Zentralmassiv,  etwa 55 Kilometer ostnordöstlich von Aurillac.
Nachbargemeinden sind Peyrusse im Nordwesten und Norden, Bonnac im Norden und Nordosten, Saint-Mary-le-Plain im Osten, Rézentières im Südosten und Süden, Talizat und Valjouze im Süden und Südwesten sowie Joursac im Südwesten und Westen.
Durch die Gemeinde führt die Route nationale 122.

## Bevölkerungsentwicklung
| Jahr                       | 1962 | 1968 | 1975 | 1982 | 1990 | 1999 | 2006 | 2011 | 2019 |
| -------------------------- | ---- | ---- | ---- | ---- | ---- | ---- | ---- | ---- | ---- |
| Einwohner                  | 564  | 519  | 476  | 436  | 402  | 299  | 255  | 253  | 248  |
| Quellen: Cassini und INSEE |      |      |      |      |      |      |      |      |      |

## Sehenswürdigkeiten
- Kirche Saint-Mary aus dem 19. Jahrhundert, seit 1992 Monument historique
- Kirche Saint-Mary im Ortsteil Saint-Mary-le-Cros
- Kirche Sainte-Madeleine im Ortsteil L’Usclade

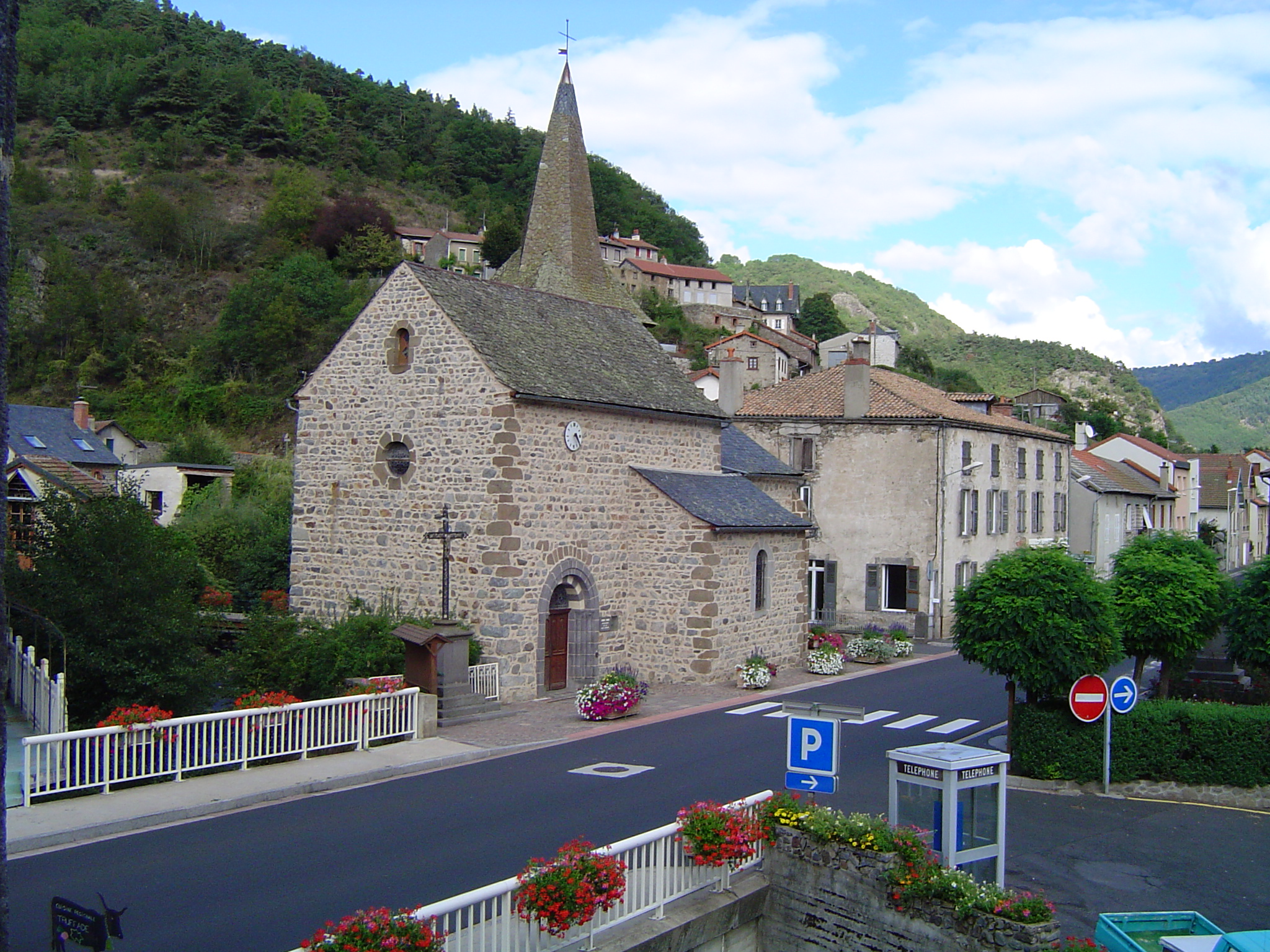
Kirche Saint-Mary in Ferrières
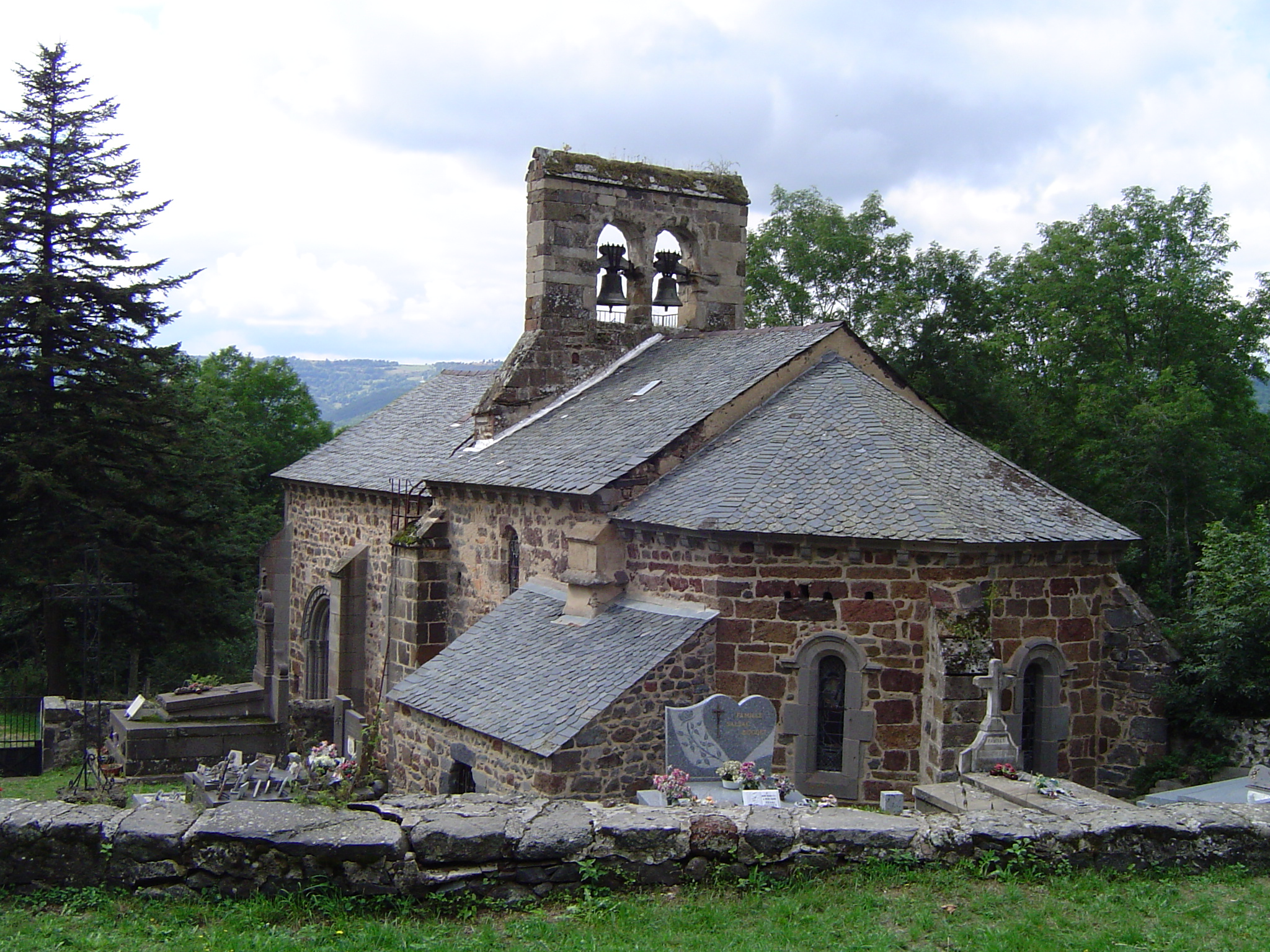
Kirche Saint-Mary im Ortsteil Saint-Mary-le-Cros